# Kungliga Hovkapellet
Kungliga Hovkapellet, med anor från 1500- eller 1600-talet, är en svensk orkester som sedan 1773 tjänstgör främst vid Stockholmsoperan.

## Historia
Kungliga Hovkapellet är en av världens äldsta fortfarande verksamma orkesterinstitutioner. År 1526 omnämns hovets musiker för första gången i hovstatens räkenskaper av Gustav Vasa, därmed lades grunden till ett hovkapell. Under lång tid var Hovkapellet knutet till hovet i Stockholm och bestod av både vokala och instrumentala krafter. 
En av Hovkapellets glansperioder inföll på 1600-talet, då kapellet leddes av medlemmar av familjen Düben. Från 1730-talet, under hovkapellmästare som Johan Helmich Roman och Francesco Antonio Uttini, inföll en andra blomstringsperiod under vilken det svenska musiklivet utvecklades betydligt. Under Johan Helmich Romans ledning höll hovkapellet offentliga konserter i Riddarhuset. Dessa så kallade "Riddarhuskonserter", som tog sin början år 1731, var den första regelbundna offentliga konsertverksamheten i Stockholm.

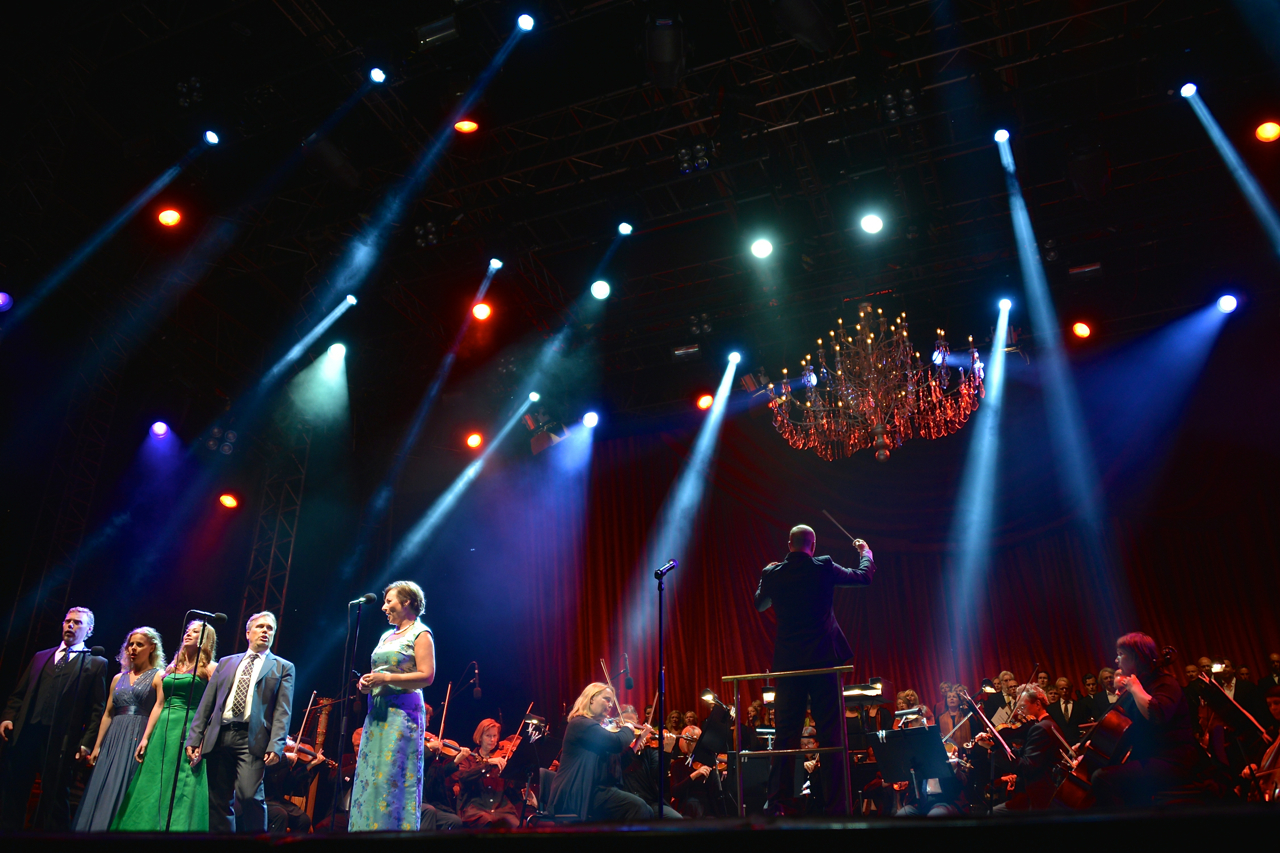
Kungliga Hovkapellet under Stockholms Kulturfestival 2013. Med sångarna från Kungliga Operan Karl-Magnus Fredriksson, Sara Widén, Magdalena Risberg, Klas Hedlund, Lena Nordin och dirigenten David Björkman.

Från åtminstone 1600-talets början ingick också vokalister i Hovkapellet, och pojkar skötte tjänsten som arior och kantater. Sångtjänsten vid kapellet upphörde 1763, och övertogs tio år senare av sångarna vid Kungliga Operan. Hovkapellet öppnades officiellt för båda kön den 26 oktober 1726, då Sophia Schröder och Judith Fischer anställdes som vokalister och, året därpå, ersatte de två pojkar som hade skött denna funktion Redan år 1702 hade dock Maria de Croll tjänstgjort som diskantist vid Hovkapellet Den första kvinna som anställdes som instrumentalist var Marie Pauline Åhman 1851. Från 1773 tjänstgjorde Hovkapellet vid Kungliga Operan, eftersom Operan fram till 1880-talet också räknades som tillhörigt hovet.      
Idag består hovkapellet av 107 musiker.